# فريدريش فروم
عقيد جنرال فريدريش فروم (8 أكتوبر 1888 - 12 مارس 1945)، كان ضابطاً في الجيش الألماني، وحاصلاً على وسام الفارس الصليبي الحديدي.
في الحرب العالمية الثانية، كان فروم القائد العام للجيش الاحتياطي المسؤول عن تدريب الأفراد، وهو المنصب الذي شغله لفترة من الزمن. كان على علم بأن بعض من مرؤوسيه وعلى الأخص الكولونيل كلاوس فون شتاوفنبرج، كانوا يخططون لمحاولة اغتيال الزعيم النازي أدولف هتلر، لكن المؤامرة فشلت.
حُوكم فروم، ولم يثبت اشتراكه في المؤامرة، لكن صدر حكم في 7 مارس 1945 بإعدامه «لجبنه» عن التصدي للمتأمرين. لكن قتله للمتآمرين أنقذه من على الأقل من التعرض للتعذيب الذي تعرض له متآمرون آخرون.

## روابط خارجية
- فريدريش فروم على موقع الموسوعة البريطانية (الإنجليزية)
- فريدريش فروم على موقع مونزينجر (الألمانية)